# Novosibirsk oblast
Novosibirsk oblast (russisk: Новосибирская область, tr. Novosibirskaja oblast) er en af 46 oblaster i Den Russiske Føderation. Oblasten har et areal på 177.756 km² og 2.786.540 (2025) indbyggere. Det administrative center i oblasten ligger i byen Novosibirsk (russisk: Новосибирск), der har 1.637.266 (2025) indbyggere. Den næststørste by i oblasten er Berdsk (russisk: Бердск) med 101.987 (2025) indbyggere.

## Geografi
Novosibirsk oblast ligger i den sydøstlige del af den Vestsibiriske slette. Fra vest til øst er oblasten 642 km og fra nord til syd 444 km.
Novosibirsk oblast grænser op til Omsk oblast mod vest, Tomsk oblast mod nord og Kemerovo oblast i øst. Mod syd og sydvest grænser Novosibirsk oblast op til Altai kraj og Kasakhstan.

## Historie
Novosibirsk oblast blev oprettet den 28. september 1937 ved opdelingen af Vestsibiriske kraj i Novosibirsk oblast og Altaj kraj. I 1943 blev Kemerovo oblast udskildt fra Novosibirsk oblast, ligeledes blev Tomsk oblast udskilt fra oblasten i 1944.